# 길목
《길목》(Way Entrance)은 한국에서 제작된 유상곤 감독의 1997년 드라마 영화이다. 류영화 등이 주연으로 출연하였고 전수일 등이 제작에 참여하였다.

## 출연

### 주연
- 류영화
- 박차연

## 기타
- 조명: 류우건
- 음향: 박해도
- 녹음: 이성철